# کوه تکتو
کوه تکتو (به انگلیسی: Koh-i-Takatu) یک کوه در پاکستان است که در رشته‌کوه سلیمان واقع شده‌است. کوه تکتو ۳٬۴۷۲ متر بالاتر از سطح دریا واقع شده‌است.